# Шабельна
Шабельна — річка в Україні, у межах Іллінецького району Вінницької області. Права притока Собу (басейн Південного Бугу). 
Тече через село Шабельня. Впадає у Соб за 51 км від гирла. Довжина — 8 км, площа басейну - 16,1 км².